# Zuid-Koreaans curlingteam (gemengd)
Het Zuid-Koreaanse curlingteam vertegenwoordigt Zuid-Korea in internationale curlingwedstrijden.

## Geschiedenis
Zuid-Korea was afwezig op het eerste WK voor gemengde landenteams van 2015 in het Zwitserse Bern. De Zuid-Koreaanse ploeg won diens openingswedstrijd op het WK van 2016 tegen Amerika en behaalde direct de halve finale. Het verloor van thuisland Rusland en ook de strijd om het brons werd verloren, met 4-8 van het Schotse curlingteam. In 2018 wist Zuid-Korea zich niet te plaatsen. Het jaar daarop in het Schotse Aberdeen bereikte Zuid-Korea wederom de play-offs. Het team won van Rusland en Zwitserland maar verloor in de halvefinale van Duitsland. Noorwegen was in de strijd om de derde plaats nipt te sterk (5-6) en Zuid-Korea eindigde als vierde. 

## Zuid-Korea op het wereldkampioenschap
| Jaar | Plaats        | Skip          | WG            | W             | V             | PV            | PT            |
| ---- | ------------- | ------------- | ------------- | ------------- | ------------- | ------------- | ------------- |
| 2015 | Geen deelname | Geen deelname | Geen deelname | Geen deelname | Geen deelname | Geen deelname | Geen deelname |
| 2016 | 4             | Lee Kibok     | 11            | 7             | 4             | 61            | 49            |
| 2017 | 9             | Kim Chi-gu    | 8             | 7             | 1             | 60            | 26            |
| 2018 | Geen deelname | Geen deelname | Geen deelname | Geen deelname | Geen deelname | Geen deelname | Geen deelname |
| 2019 | 4             | Seong Yu-jin  | 11            | 7             | 4             | 70            | 49            |
| 2022 | 13            | Kim Dea-hyun  | 8             | 5             | 3             | 63            | 31            |
| 2023 | Geen deelname | Geen deelname | Geen deelname | Geen deelname | Geen deelname | Geen deelname | Geen deelname |
| 2024 | Geen deelname | Geen deelname | Geen deelname | Geen deelname | Geen deelname | Geen deelname | Geen deelname |